# Пропуск струн
Пропуск струн (англ. string skipping) — техника игры на гитаре, использующаяся в основном в партиях соло-гитары и сложных риффах рок и хеви-метал-песен.

## Понятие техники
Пропуск струн является методом достижения гитарного звука, отличающегося от более традиционных сольных и риффовых стилей. В более традиционных стилях гитарист часто будет играть несколько нот на одной струне, затем перейдёт на соседнюю, импровизируя на грифе в мелодически линейной манере. В пропуске струн (как следует из названия), струна часто будет пропускаться во время игры риффа. По существу, этот метод используется, чтобы ввести большие интервалы, обычно встречающиеся в гитарных мелодиях, создавая тем самым мелодическую выгоду.

### Пример традиционного соло-риффового стиля
```
     1 2 3 4 5 6 7 8   1 2 3 4 5 6 7 8   1 2 3 4 5 6 7 8   1 2 3 4 5 6 7 8
e|-|-------------3---|---------------2-|-----------3-2---|-----------------| 
B|-|---------3-5---3-|-------------3---|---------------5-|-5---------------|
G|4|---2-4-5---------|-----------4-----|---------------^^^^^HOLD-----------|
D|4|-----------------|-----------------|-----------------|-----------------|
A|-|-----------------|-----------------|-----------------|-----------------|
E|-|-----------------|-----------------|-----------------|-----------------|
```

### Примеры пропуска струн
```
---------------|--------------7--|
------------5--|------7^8--10----|
---------2-----|-----------------|
---------------|----9------------|
------3--------|-5---------------|
---------------|-----------------|
```

Обратите внимание, что не каждая сыгранная нота представляет собой пропуск струн. Это обычный случай того, что пропуск струн переплетается с традиционным соседним риффом. Играя верхний пример, можно услышать разницу, в результате чего пропуск струн делает сольные партии более выразительными.
Один из примеров пропуска струн включает в себя подтяжку на седьмом ладу струны G с переходом на восьмой лад (пропуская струну B). Ещё один способ достижения желаемого эффекта — когда во время игры трэш-риффов при открытой E зажимаются струны Е, В, G, D или играются дополнительные ноты в них.

## Песни и инструментальные композиции, в которых используется пропуск струн
Известным примером использования пропуска струн является вступительный рифф к песне Sweet Child o' Mine группы Guns 'N' Roses. Гитарист Шон Леннон  использовал пропуск струн на протяжении всех инструментальных роковых пьес "Get You Back" и "Not Again", в частности на альбоме "Powers of Ten".
Другой конкретный пример пропуска струн можно услышать в инструментальной пьесе "Cliffs of Dover" Эрика Джонсона во время вступления (6 и 7 тактов). Джонсон, который построил свой гитарный стиль на «сочетании музыки многих влияний и своих собственных идей»  сказал, что пропуск струн является важной частью его солирования. Джонсон ссылается на использование «широких интервалов» в своей технике, а также говорит, что с помощью пропуска «вы иногда заменяете определённые ноты на другой октаве». Он говорит, что «становится немного интересно», когда гитарист наталкивается на обычную ноту грифа, которая может быть заменена на открытой струне (сыгранной, а не на «пропущенной» струне).
Гитарист Пол Гилберт (из Mr. Big, Racer X, и G3) часто использует пропуск струн. Видеопример пропуска струн приводится ниже во внешних ссылках.

## Дополнительные ссылки
- Гитарное искусство – видео пример пропуска струн
- Официальный сайт Пола Гилберта
- Официальный сайт Эрика Джонсона
- Арпеджио с пропуском струн на GOSK.com
- Урок пропуска струн Пола Гилберта